# Run rig
Il Run rig, o runrig, era un sistema di ripartizione del terreno agricolo usato nella Gran Bretagna settentrionale e occidentale, specialmente nella Scozia. Il sistema continuò ad essere usato nel XX secolo nelle Ebridi. In Irlanda, un sistema simile venne chiamato rundale.
Un'area di terreno vicino alla fattoria veniva coltivata e concimata regolarmente, mentre la terra fuori mano veniva arata per cinque anni prima che le fosse permesso di rimanere incolta.
Il nome si riferisce al modello caratteristico di ridge e furrow di questo sistema (e di alcuni altri), con "runs" (furrows) e "rigs" (ridges) alternati. 
Nelle zone dove la coltivazione con aratura fu abbandonata, lasciando la superficie della terra immutata, la caratteristica topografia corrugata del run rig è ancora visibile. Essa è particolarmente ben conservata nel campo da golf delle Braid Hills a Edimburgo.